# Pilar Brabo
Pilar Brabo Castells (parfois Pilar Bravo Castells), née à Madrid en 1943 et morte dans la même ville en 1993, est une femme politique espagnole, militante antifranquiste, membre du Parti communiste espagnol (PCE) puis du Parti socialiste ouvrier espagnol (PSOE), députée au Congrès pour la circonscription d'Alicante entre 1977 et 1982.